# مایک کران
مایک کران (انگلیسی: Mike Curran؛ زادهٔ april ۱۴, ۱۹۴۴ (۸۰ سال)) ورزشکار هاکی روی یخ اهل ایالات متحده آمریکا است.
وی در مسابقات کشوری و بین‌المللی در مجموع برندهٔ ۱ مدال نقره شده‌است.